# Neocalyptis nexilis
Neocalyptis nexilis es una especie de polilla del género Neocalyptis, categorizada en la tribu Archipini, de la subfamilia Tortricinae.

## Distribución
Se distribuye por China.

## Taxonomía
Fue descrita por Razowski en 1984 y publicada en (Neocalyptis), Acta zool. cracov. 27(15): 278.